# 田中頼庸
田中 頼庸（たなか よりつね、1836年（天保7年）5月 - 1897年（明治30年）4月10日）は、幕末から明治時代の神道家、国学者、薩摩藩士である。通称は藤八。号は雲岫又は梅屋。

## 経歴・人物
大山綱良を叔父に持つ薩摩藩の一家に生まれる。幼年の頃に薩摩藩士となり、鹿児島城で重野安繹、今藤新左衛門らと共に文学の秀才と名付けられた。後に高崎正風の従兄弟である高崎五六と親交を持った事で、正風は頼庸の父である綱良が属した若手の薩摩藩の組である「誠忠組」に入ったが、頼庸は辞退する。
その後、島津久光が執行した文久の改革により活動の場を京都に移し、儒学や医学等を学んだ。後に国学を専攻し、1867年（慶応3年）に薩摩に戻った。維新後の1871年（明治4年）に神祇省に入省し、教部大録や伊勢神宮の禰宜となった。
さらにその後、大教正や神道事務局の副管長も務める。
1882年（明治15年）には管長に昇格した事により独立し、禰宜を辞職する。同時期に常世長胤や出雲派の千家尊福を批判する等、一躍有名となった。墓所は青山霊園(1ロ17-14)

## 主な著作物

### 主著
- 『校訂日本紀』
- 『校訂古事記』
- 『神徳論』
- 『(神宮）祭神略記』

### その他の著書
- 『三則演義』
- 『梅の屋文集』
- 『校訂古語拾遺』
- 『(神宮）祭神提要』
- 『語書』